# Cheles
Cheles é um município raiano da Espanha na comarca de Llanos de Olivenza, província de Badajoz, comunidade autónoma da Estremadura, de área 47,90 km² com população de 1 172 habitantes (2021).

## História
Possivelmente o assentamento primitivo nascera no Neolítico, ou em épocas mais recentes, como atestam os numerosos petroglifos encontrados nas ribeiras do Guadiana, perto da Fazenda Galacho, e os vestígios romanos e visigodos de seu passado que, encravados nos sítios de San Goldofredo (antiga localidade da aldeia), hoje estão abaixo das águas da Barragem de Alqueva.
Segundo José Antonio Torrado González, em seu livro “Cheles, villa fronteriza”, a atual Estremadura era conhecida na Baixa Idade Média pelo nome de Transierra. Sua reconquista se inicia com a retomada de Cória no ano de 1142 pelo rei Afonso VII de Castela. Mas seria com a vitória de Afonso VIII de sobre o Califado Almóada em Navas de Tolosa, no ano de 1212, quando tem lugar o avanço castelhano-leonés até o sudoeste.
Afonso IX conquistou a zona mais ocidental e próxima à fronteira: Cáceres em 1229, Mérida em 1230, com a ajuda prestada pela Ordem de Santiago, e Badajoz nesse mesmo ano, com a ajuda da Ordem do Templo. Uma vez reconquistadas estas duas importantes praças, Afonso IX organiza o território. Mas são os templários os encarregados da reconquista da zona oeste limítrofe com Portugal. Cheles é reconquistada em 1231, durante o reinado de Fernando III de Leão e Castela.
O rei Fernando III unira em sua pessoa os dois reinos, o de Castela, por renúncia de sua mãe Dona Berengária, e o de Leão, à morte de seu pai Afonso IX, por cessão de suas irmãs Sancha e Dulce.
Não se sabe exatamente o ano em que os templários chegaram à Estremadura, mas foram muitas as localidade que reconquistaram perante os muçulmanos, assim como os que fundaram e repovoaram, primeramente o norte da região, de onde receberam vários senhorios, para depois passar ao sul da Estremadura.

## Demografia
| Variação demográfica do município entre 1991 e 2004 | Variação demográfica do município entre 1991 e 2004 | Variação demográfica do município entre 1991 e 2004 | Variação demográfica do município entre 1991 e 2004 |
| --------------------------------------------------- | --------------------------------------------------- | --------------------------------------------------- | --------------------------------------------------- |
| 1991                                                | 1996                                                | 2001                                                | 2004                                                |
| 1360                                                | 1379                                                | 1330                                                | 1312                                                |